# Датку, Илие
Илие Датку (рум. Ilie Datcu; род. 20 июля 1937, Бухарест) — румынский футболист и футбольный тренер, играл на позиции вратаря. Участник Олимпийских игр (1964).

## Биография

### Клубная карьера
На профессиональном уровне дебютировал за «Динамо Обор» из Бухареста. В 1960 году дошёл с этим клубом до финала Кубка Румынии, в котором «Динамо Обор» проиграл «Прогресулу» со счётом 0:2.
В 1961 году перешёл в бухарестское «Динамо». Дебютировал в Дивизии A 20 августа 1961 года в матче против «Динамо» из Питешти (3:4). Вначале своей карьеры в «Динамо» он конкурировал с Юлиу Уцу, но затем стал основным вратарём. В составе «красно-белых» Датку играл в течение восьми сезонов, выиграл 2 Кубка Румынии и 4 чемпионских титула. Всего сыграл во всех турнирах за бухарестское «Динамо» более 200 матчей.
В конце 1960-х годов румынским футболистам разрешили подписывать контракты с зарубежными клубами. Датку был среди тех игроков, которые отправились играть за границу. Он подписал контракт с «Фенербахче», в составе которого отыграл шесть сезонов. В своём первом сезоне в составе «жёлтых канареек» Датку сыграл 29 матчей и пропустил только 6 голов. Этот результат по пропущенным голам является одним из рекордов в истории футбола. В составе «Фенербахче» выиграл ряд трофеев, среди которых были 3 чемпионских титула, Кубок Турции в 1974 году и Кубка премьер-министра Турции в 1973 году. В 1975 году перешёл в «Гиресунспор», за который играл один сезон и завершил карьеру игрока.

### Карьера в сборной
В составе сборной Румынии принимал участие на олимпийском футбольном турнире 1964 года, где сыграл в двух матчах на групповом этапе со сборными Мексики (3:1) и ГДР (1:1), а также в 1/4 финале со сборной Венгрии (0:2). Всего за сборную Румынии сыграл 13 матчей.

### Тренерская карьера
По окончании игровой карьеры Датку работал главным тренером ряда турецких команд, среди которых были «Фенербахче», «Вефа», «Ризеспор», «Гёзтепе», «Фатих Карагюмрюк», «Истанбулспор» и «Денизлиспор».
Он также работал тренером вратарей «Фенербахче» с 1995 по 1999 год и в те годы основным вратарём «жёлтых канареек» стал Рюштю Речбер.

## Достижения
«Динамо» (Бухарест)
- Чемпион Румынии (4): 1961/62, 1962/63, 1963/64, 1964/65, 1970/71
- Обладатель Кубка Румынии (2): 1963/64, 1967/68

 «Фенербахче»
- Чемпион Турции (3): 1969/70, 1973/74, 1974/75
- Обладатель Кубка Турции (1): 1973/74[нем.]
- Обладатель Суперкубка Турции (1): 1973
- Обладатель Кубка премьер-министра Турции[англ.] (1): 1973